# Десятков, Павел Николаевич
Павел Николаевич Десятков (род. 28 февраля 1975, Коркино, Челябинская область) — российский хоккеист, нападающий, тренер. Мастер спорта России.

## Биография
Родился в Коркино, через три года семья переехала в Тольятти. В 10 лет стал заниматься хоккеем, тренер Николай Николаевич Николаев.
Воспитанник тольяттинской «Лады». В сезоне 1992/93 дебютировал в составе команды открытого чемпионата России «Маяк»-ЦСК ВВС Самара. Восемь сезонов (1992—2000) отыграл за «Ладу». Также выступал за команды ЦСК ВВС (1995, 2002/03), «Сибирь» Новосибирск (2000/01), «Металлург» Новокузнецк (2000/01 — 2001/02) «Мечел» Челябинск (2002/03), «Зауралье» Курган (2003/04).
Бронзовый призёр молодёжного чемпионата мира 1994 года. Участник зимней Универсиады 1997 года.
Работал в «Ладе» тренером юношеских команд (2006—2008, 2010—2011), главным тренером «Лады-2» (2008/09, с 9 октября), главным тренером команды МХЛ «Ладья» (2009/10), тренером «Лады» (2010/11 — 17 октября 2012).
Тренер (2012/13, середина сезона — 3 декабря 2015), исполняющий обязанности главного тренера (3 — 15 декабря 2015), главный тренер (2020/21, до 21 марта) ЦСК ВВС. Главный тренер клубов «Рязань» (2016/17, до 6 декабря; 15 ноября 2017—2018/19), «Молот-Прикамье» (2019/20), «Сокол» Красноярск (2021/22 — 2022/23).
Перед сезоном 2023/24 вошёл в тренерский штаб «Лады», вернувшейся в КХЛ.
2 мая 2024 года возглавил клуб КХЛ «Витязь» Московская область.
В апреле 2023 года именной стяг Десяткова с номером 27 был поднят под своды «Лада-Арены» в Тольятти.
Сын Павел 1998 г. р. также хоккеист.